# Barrier (volcán)
El Barrier es un volcán en escudo del Valle Suguta (dentro del  Gran Valle del Rift). Recibe su nombre porque forma una barrera de unos 20 km separando el valle del Suguta del lago Turkana.
Se trataría en realidad de un complejo volcánico con cuatro volcanes, de oeste a este: Kalolenyang, el Kakorinya, el Likaiu West y el Likaiu East. Las rocas son principalmente de basalto y en torno al 90% del volumen es traquita.